# Lust aufs Leben
Lust aufs Leben ist ein österreichisches Lifestyle-Magazin. Schwerpunkt sind nach Eigenangabe Artikel zu den Themenbereichen  Body & Beauty, Spirit & Soul, Fitness & Food und Wellness & Travel. Chefredakteurin ist Kristin Pelzl-Scheruga.
Das Magazin erscheint in der VGN Medien Holding, einer österreichischen Magazin-Gruppe. Mit einer verbreiteten Auflage von 34.000 Exemplaren (davon 7300 ePaper) erreicht Lust aufs Leben monatlich über 80.000 Leser.